# Ламперт Венгерский
Лампе́рт Венге́рский (венг. Lampert magyar; ок. 1049 — ок. 1095) —  венгерский герцог из династии Арпадов, младший брат королей Гезы I и Ласло I.

## Биография
Младший сын короля Белы I и польской принцессы Рихезы, дочери короля Мешко II и Рыксы Лотарингской. Его отец много лет проживал в Польше и вместе с семьей вернулся в Венгрию, где получил удел от своего брата Андраша I.
В 1060 году его отец захватил власть и стал королём, но спустя три года он умер при невыясненных обстоятельствах. Новым королём стал Шаламон (сын Андраша I и Анастасии Ярославны), который вернулся в Венгрию с немецкими войсками от императора Генриха IV. Ламперт и его братья Геза и Ласло бежали в Польшу ко двору князя Болеслава II. В сопровождении польских войск братья вернулись в Венгрию, но стороны хотели избежать гражданской войны. 
20 января 1064 года в Дьёре было заключено соглашение между сыновьями Белы I и их двоюродным братом Шаламоном. Ламперт и его старшие братья получили бывший удел отца. В последующие годы Ламберт и его братья были лояльны королю Шаламону, участвуя вместе с ним в походах. В 1070-х годах отношения между членами дома Арпадов обострились вплоть до вооружённых конфликтов. В решающем сражении у Модьорода (14 марта 1074) войска Гезы и Ласло нанесли поражение Шаламону и новым королём стал Геза I. 
В правление своих братьев Гезы I и Ласло I Ламберт продолжал править своим уделом, вероятно сосредоточенным в Бихаре, до конца своей жизни.